# Swartbergbjergene
33°22′00″S 22°21′15″Ø / 33.36667°S 22.35417°Ø
Swartberg (Sortbjerg på afrikaans) er en bjergkæde som stort set går i retningen øst-vest langs den nordlige side af den halvtørre højslette Little Karoo i provinsen Western Cape i Sydafrika. 
Swartbergpasset går mellem byerne Oudtshoorn i syd og Prince Albert i nord. Der er ikke asfalteret og det kan derfor være utilgængeligt i dårligt vejr, men tilbyder en spektakulær udsigt over Little Karoo og Great Karoo i nord. Plantelivet langs passet er også interessant eftersom flere hundrede arter vokser i Swartberg. 
Prince Albert er vært for for den årlige Swartberg Pass-halvmaraton. Løbet går gennem passet med bjerge på begge sider. Dette løb afholdes normalt den første lørdag i maj, samtidig med Olive Festival.
Store dele af Swartberg er en del af UNESCOs verdensarvliste.

## Galleri
- Luftfoto over Swartbergpasset
- Swartbergfbjergene
- Del af Swartbergpasset
- Udsigt fra passet
- Stenformationer

## Eksterne links
- (engelsk) Swartberg på Encyclopædia Britannica
- (engelsk) Swartberg naturreservat Arkiveret 26. februar 2012 hos  Wayback Machine
- (engelsk) Swartberg Pass Arkiveret 5. juni 2010 hos  Wayback Machine
- (engelsk) Kortfattet artikel om Swartbergfjellene Arkiveret 5. januar 2011 hos  Wayback Machine